# Carlos Hill
Carlos Manuel Hill Ovalle (* 6. November 1906 in Quillota; † 6. September 1969) war ein chilenischer Fußballspieler. Der Torwart spielte ein Länderspiel für Chile.

## Vereinskarriere
Carlos Hill wurde in Quillota geboren und spielte den Großteil seiner Karriere für den ortsansässigen Klub San Luis, bei dem er von 1927 bis 1937 Kapitän der Mannschaft war. Mit San Luis und als Teil der trilogía de oro (dt.: Goldtrilogie) mit Verteidiger Óscar Alfaro sowie Stürmer Iván Mayo holte der Torwart zahlreiche Titel in der Region, da die nationale Liga erst 1933 und nur mit Vereinen aus Santiago gegründet wurde.
Hill spielte von 1926 bis 1927 für die Santiago Wanderers und 1938 bis 1939 für Gimnástico-Administración del Puerto, mit dem er die Liga de Valparaíso gewann. 1940 lief er für Deportes Viña del Mar auf und beendete 1941 bei San Luis seine Karriere.
1953 war Carlos Hill einer der Treiber bei San Luis, um in den professionellen Fußball in Chile einzutreten.

## Nationalmannschaftskarriere
Carlos Hill debütierte für die chilenische Nationalmannschaft beim Campeonato Sudamericano 1926 beim 7:1-Erfolg über Bolivien. Das Spiel blieb sein einziges Länderspiel. La Roja landete beim Turnier mit zwei Siegen, einem Unentschieden und einer Niederlage auf dem dritten Platz.

## Erfolge
San Luis de Quillota
- Primera División (Quillota): 1924, 1925, 1928, 1929, 1931, 1932, 1933
- Copa Sporting (Quillota): 1927, 1928, 1929, 1933, 1934
- Campeonato de Apertura (Quillota): 1931, 1940

Gimnástico-Administración del Puerto
- Liga de Valparaíso: 1938